# Votes
Les Votes (en vote vad'd'alaizõd) sont un peuple de Finnois de la Baltique qui sont avec les Ingriens les habitants autochtones de l'Ingrie en Russie.

## Histoire

### Origines
Les Votes sont mentionnés dans des sources écrites dès 1069. Leur aire de peuplement était alors beaucoup plus étendue qu'aujourd'hui. Les Votes du nord sont mentionnés dans les anciennes chroniques de Novgorod sous le nom de Tchoudes. C'est de ce groupe que sont issus les Votes actuels. Les Votes du sud, quant à eux, se sont russifiés au Moyen Âge.
Selon la théorie d'Aarne Michaël Tallgren (fi), les Votes descendent de peuplades venues d'Estonie, qui se sont propagés à Ingrie aux XXe et Ve siècles[pas clair].
Des sépultures de type estonien ont en effet été trouvées en Ingrie.
La langue généralement considérée la plus proche du vote est l'estonien.
Les Votes nomment parfois leur langue vad'd'aa tcheeli kutsuvatkin ou maatcheeli, et les estoniens désignent la leur sous le nom de maakeel.

### Moyen Âge
Au début du XIe siècle, les Votes étaient encore indépendants, mais passèrent progressivement sous la domination de la Principauté de Novgorod.
En 1069, les Votes auraient attaqué Novgorod avec le prince de Polotsk, Vseslav de Polotsk.
Cependant, dès 1149, ils participeront à une expédition militaire au côté de Novgorod contre les Jäämit (fi).
Les Novgorodiens convertiront les Votes au christianisme au XIIe siècle.
Un district de la Principauté de Novgorod, le cinquième de Vatya (en russe : Водская пятина, Vodskaïa Pyatina), porte le nom des Votes. En 1240, l'Ordre Teutonique et le Danemark tentent d'envahir Novgorod. En décembre, ils attaquèrent puis anéantirent le peuple vote.

### Époque moderne
Au XVIIe siècle, pendant la période de domination suédoise, des tentatives furent menées pour convertir les Votes et d'autres habitants orthodoxes d'Ingrie au luthéranisme.
Ces tentatives n'ont pas été couronnées de succès, mais a conduit à une migration importante de la population orthodoxe vers le reste de la Russie.
Au XVIIe siècle, la population luthérienne a commencé à migrer de la Finlande orientale vers l'Ingrie. La religion séparait les nouveaux arrivants finlandais des Votes, et ils se mélangeaient peu.
Les Votes se mariaient surtout avec les Ingriens et les Russes.
Le déclin des Votes a commencé avec le servage, qui a effectivement empêché leur développement en tant que nation.
En 1848, il y avait 5 148 Votes dans 32 villages, mais lors du recensement soviétique de 1926, il n'y en avait plus que 705,.
La Première Guerre mondiale a commencé la russification, la persécution de différentes nationalités en quelques décennies a conduit le russe à devenir la langue maternelle des Ingriens. Les années 1920 et 1950 en particulier furent des périodes de persécution des Ingriens. Pendant les grandes purges de  stalinienne en 1937-38, un tiers du peuple ingrien a été décimé, les Votes furent tués, internés dans des camps de travail et déportés aux quatre coins de l'URSS.
Pendant la Seconde Guerre mondiale, l'Ingrie a été complètement vidée des Ingriens qui ont été déportés dans toute l'Union soviétique.
À la fin des années 1940, les déportations, les exécutions et les camps de prisonniers avaient vidé les maisons de près de 140 000 Finnois d'Ingrie, et les maisons des ingriens ont été détruites ou mises à la disposition d'autres personnes.
En 1989, ils n'étaient plus qu'une soixantaine, dont une trentaine seulement parlait leur langue, le vote.

## Votes en Lettonie
En 1445, l'Ordre Teutonique fait venir près de 3 000 Votes (sous le nom de Krieviņi dérivé de Krievs, c'est-à-dire russes) pour la construction d'un château à Bauska.
Les Votes se sont installés dans la région et on considère qu'au XIXe siècle, plus de 1 000 personnes parlaient le vote en Lettonie.